# 獵殺第四行者
是一部於2011年上映的美國青少年科幻動作電影，由D·J·克魯索執導，動作片名導麥可·貝監製作品。演員有亞歷克斯·帕蒂弗、提摩西·奧利芬、泰瑞莎·帕瑪、黛安娜·艾格倫和凱文·杜蘭等人。電影改編自彼達咯斯·洛里的2010年同名小說《獵殺第四行者》，該小說是「洛里傳奇」青年科幻小說系列的第一部作品。
電影於2011年2月18日北美首映，台灣在2011年3月4日上映。

## 情節
一名來自羅瑞恩行星的外星人（艾力克斯·派帝佛 飾）為了逃離一群來自摩加多利恩行星，摧毀他們故鄉的侵略者，在孩提時代與另外八名同伴被送往了地球。在他身邊有一名守護者（提摩西·奧力芬 飾）負責保護他的生命安全，而他本身的能力也漸漸覺醒，像是力氣增強、超快速度、善靈敏度、心靈傳動能力、能對抗高熱與火焰，以及從手掌中發光及發出脈衝。
摩加多利恩星人，在指揮官（凱文·杜蘭 飾）的領導之下終究發現了九個幼童逃跑路線，並前往地球找尋他們。這些羅瑞恩星人只能依照某種特定的順序被消滅，而其中三名已經遭到殺害。約翰˙史密斯是在順序上為第四號，在得知另外三名已遭殺害的狀況後，與守護者亨利從佛羅里達逃往俄亥俄州的天堂村藏匿，在那裡，約翰認識了最好的朋友山姆˙古德（卡蘭·麥克奧利菲 飾）、收養了一隻狗、與一名業餘攝影師莎菈˙哈特（黛安娜·艾格倫 飾）墜入愛河；以及遇見莎菈的前男友馬克˙詹姆斯（傑克·阿貝爾 飾），一個喜歡欺負山姆與約翰的美式足球隊隊員。
在春季狂歡日，馬克和他的朋友在認定約翰和莎菈有所關係後，跟蹤兩人進入了樹林，並試圖圍毆約翰，卻在約翰使用異能抵擋的狀況下被擊倒。山姆目睹了一切後，向約翰逼問並使其承認自己真正的身分。過了不久，馬克的父親，一名地方警長便為了兒子與其他人遭到攻擊的事情，前往偵訊亨利與約翰，並在那時注意到了約翰住處的高科技監控系統。
在這件事情之後，亨利便告訴約翰，已經有太多的人因為約翰隨便使用能力的關係而對他們的身分起疑，也使亨利難以繼續控制消息的竄流，因此必須要馬上離開。但約翰卻告訴亨利自己愛上了莎菈，所以不打算再逃跑了。
同時，摩加多利恩星人對約翰展開了搜查；而另一名來自洛瑞恩行星的外星人，第六號（泰瑞莎·帕瑪 飾），在自己的守護者遭到殺害之後，決定不再逃跑並開始追殺這些摩加多利恩星人。摩加多利恩星人在最後找到了約翰的所在地，並誘使兩個人類將亨利捕獲。當約翰與山姆前去援救亨利時，他們遭到了摩加多利恩星人的攻擊，在一番戰鬥之後，他們拿走了能夠追蹤其他羅瑞恩星人的半顆石頭，並成功脫困。但在戰鬥過程中，亨利卻身負重傷，並在逃出之後不久便死去。山姆的父親，一個長年尋找羅瑞恩星人的研究者，在前往墨西哥之後便從此失蹤，但留下了擁有追蹤能力的石頭的另外一半。當山姆回住處去尋找那半顆石頭時，約翰則前去與莎拉道別，卻發現自己與亨利遭到摩加多利恩星人誣陷為恐怖份子。馬克在看到約翰的出現之後，便通知了自己的父親前往逮捕約翰，而在逃離的過程中，約翰則展現了自己的異能，接著逃往了暫時就讀的高中學校。
同時，摩加多利恩星人的指揮官終於來到了天堂村，並用大卡車堵住了出入口，他遇見了馬克與其父親，在傷害了後者之後，便強迫前者透露約翰藏匿的地方，馬克在別無選擇之下，便將他帶往學校。
在那，約翰、莎拉與山姆遭到了摩加多利恩星人的指揮官與其士兵，還有兩隻由他們所帶來的巨大怪獸的獵殺。然而，約翰一行人得到了第六號和約翰的狗－柏尼˙寇沙的幫助，並得知柏尼˙寇沙其實是能夠轉換身型的奇美拉，是由約翰的父母所指派來保護約翰的。在擁有製造防護罩及隱形能力的第六號的幫助之下，約翰與第六號將摩加多利恩星人逐一打敗，而最後，摩加多利恩的指揮官則因為身上攜帶的手榴彈遭到約翰加熱而被直接炸死。
到了隔日，約翰與第六號將兩個石頭合而為一，得知了其他四個同伴依然活著以及所在的地點，為了幫助尋找山姆的父親以及找到另外四位同伴，三人決定離開天堂村並展開旅行，而莎菈則在與約翰道別之後與改過自新的馬克留在小鎮。

## 演員
- 亞歷克斯·帕蒂弗 飾 約翰·史密斯／第四號（John Smith/Number 4）
- 戴安娜·艾格倫 飾 莎拉·杭特（Sarah Hart）
- 蒂莫西·奧利芬特 飾 亨利（Henri）
- 凱文·杜蘭 飾 摩加多星指揮長（Mogadorian Commander）
- 泰瑞莎·帕瑪 飾 第六號（Number 6）
- 卡倫.麥克奧利菲 飾 山姆（Sam）
- 傑克·阿貝爾 飾 馬克（Mark）

## 反響
爛番茄網站上對這部電影的新鮮度為33%，在159條專業評論中，52條專業評論贊同，107條專業評論反對，平均分為4.8/10 ，觀眾的評價則是57%，獲得普遍不佳的口碑。

## 外部連結
- 官方网站
- 開眼電影網上《獵殺第四行者》的資料（繁體中文）
- 豆瓣电影上《獵殺第四行者》的資料 （简体中文）
- 时光网上《獵殺第四行者》的資料（简体中文）
- AllMovie上《獵殺第四行者》的资料（英文）
- 爛番茄上《獵殺第四行者》的資料（英文）
- Box Office Mojo上《獵殺第四行者》的資料（英文）
- TCM电影资料库上《獵殺第四行者》的资料（英文）
- Metacritic上《獵殺第四行者》的資料（英文）
- 互联网电影数据库（IMDb）上《獵殺第四行者》的资料（英文）